# Xã Union, Quận Johnson, Indiana
Xã Union (tiếng Anh: Union Township) là một xã thuộc quận Johnson, tiểu bang Indiana, Hoa Kỳ. Năm 2010, dân số của xã này là 2.689 người.